# لیا بویسن
لیا بویسن (به انگلیسی: Lia Boysen) (زاده ۶ آوریل ۱۹۶۶) بازیگر سوئدی است.
از کارهای معروف او می‌توان به بازی در فیلم گوشه‌ای از بهشت اشاره کرد.